# Tara Holt
Tara Ashley Holt (Newport Beach, 15 de fevereiro de 1988) é uma atriz, modelo e filantropa norte-americana.

## Biografia
Nascida e criada em Newport Beach, no extremo sul da Califórnia, Tara Holt teve aulas de teatro e realizou-se em uma série de produções escolares antes de ser aceita na Escola Secundária de Artes Cênicas de Orange County (Orange County High School of the Performing Arts), onde foi descoberta e convidada para participar de exames seletivos, enquanto atuava como modelo na Abrams Artists Agency.
Seu primeiro papel foi o de Big Sis no episódio Belle Chose, de Dollhouse, em 2009. 

## Filmografia
| Ano  | Titulo                        | Personagem    |
| ---- | ----------------------------- | ------------- |
| 2011 | Beat Night                    | Kristin       |
| 2012 | Touched                       | Woman         |
| 2012 | Inquilino Desajeitado         | Amber         |
| 2013 | O Grande Assalto              | Hot Guidette  |
| 2014 | Marcados Pela Guerra          | Mary          |
| 2014 | The Lookalike                 | Marcella      |
| 2014 | O Príncipe                    | Candice       |
| 2014 | The Algerian                  | Sara          |
| 2016 | Assalto ao Poder              | Vanessa Adler |
| 2017 | Ascendência das Trevas        | Madison       |
| 2017 | The Perfect Christmas Present | Jenny         |
| 2018 | King Me                       | Sara Steele   |

| Ano  | Titulo                             | Personagem         | Notas       |
| ---- | ---------------------------------- | ------------------ | ----------- |
| 2009 | Dollhouse                          | Big Sis            | Série de TV |
| 2011 | Love That Girl!                    | Kristen            | Série de TV |
| 2011 | Big Time Rush                      | James's Prom Date  | Série de TV |
| 2011 | Friends with Benefits              | Flashing Girl      | Série de TV |
| 2011 | Victorious                         | Shayna             | Série de TV |
| 2012 | How I Met Your Mother              | Chanel             | Série de TV |
| 2012 | Ben and Kate                       | Hot Party Girl     | Série de TV |
| 2012 | American Horror Story              | Laura              | Série de TV |
| 2013 | The Young and the Restless         | Bartender          | Série de TV |
| 2013 | Glee                               | Girl               | Série de TV |
| 2013 | Sullivan & Son                     | Gabrielle          | Série de TV |
| 2013 | Ray Donovan                        | Becky's Friend     | Série de TV |
| 2014 | Betas                              | Madison            | Série de TV |
| 2014 | Friends with Better Lives          | Janet              | Série de TV |
| 2014 | The 4 to 9ers: The Day Crew        | Brianna            | Série de TV |
| 2014 | Californication                    | Melanie            | Série de TV |
| 2015 | Last Week Tonight with John Oliver | Pharmaceutical Rep | Série de TV |
| 2015 | Ballers                            | Kimmy              | Série de TV |
| 2017 | Z Nation                           | Lucy Murphy        | Série de TV |